# ستيفاني كريسبر
ستيفاني كريسبر (من مواليد 24 مايو 1980 في فيينا) محامية وسياسية نمساوية من حزب NEOS كانت تعمل كعضو في المجلس الوطني النمساوي منذ عام 2017.

## النشأة والتعليم
درست كريسبر القانون في جامعة فيينا حيث حصلت على درجة الماجستير في القانون. دافعت عن أطروحة الدكتوراه في نفس الجامعة عام 2012.

## الحياة السياسية
في انتخابات عام 2017, حصلت كريسبر على مقعد في المجلس الوطني.
بالإضافة إلى مهامها في اللجان, كانت كريسبر عضوًا في الوفد النمساوي إلى الجمعية البرلمانية لمجلس أوروبا منذ عام 2020. وبهذه الصفة, عملت في لجنة احترام الالتزامات والالتزامات من قبل الدول الأعضاء في مجلس أوروبا (لجنة الرصد) (منذ عام 2022)؛ لجنة انتخاب قضاة المحكمة الأوروبية لحقوق الإنسان (منذ 2020)؛ لجنة الهجرة واللاجئين والمشردين (منذ 2020)؛ واللجنة الفرعية المعنية بتهريب المهاجرين والاتجار بالبشر (منذ 2020). نيابة عن الجمعية, قامت بتأليف تقرير عام 2022 عن البلدان الثالثة الآمنة لطالبي اللجوء.